# 卡特瓦
卡特瓦（Katwa），是印度西孟加拉邦Barddhaman县的一个城镇。总人口71573（2001年）。

## 人口
该地2001年总人口71573人，其中男性36497人，女性35076人；0—6岁人口7289人，其中男3778人，女3511人；识字率73.88%，其中男性为78.42%，女性为69.16%。